# Grangerellidae
De Grangerellidae zijn een familie van uitgestorven weekdieren uit de klasse van de Gastropoda (slakken).

## Geslachten
- † Grangerella Cockerell, 1915
- † Prograngerella Russell, 1941